# La Jubaudière
La Jubaudière är en kommun i departementet Maine-et-Loire i regionen Pays de la Loire i nordvästra Frankrike. Kommunen ligger i kantonen Beaupréau som tillhör arrondissementet Cholet. År 2018 hade La Jubaudière 1 230 invånare.

## Befolkningsutveckling
Antalet invånare i kommunen La Jubaudière
| Referens: INSEE |